# تجارة الرقيق البربرية
تشير تجارة الرقيق البربرية إلى أسواق الرقيق التي كانت مربحة للغاية وشاسعة على الساحل البربري في شمال أفريقيا، والتي شملت المقاطعات مملكة الجزائر وتونس وتريبوليتانيا والمغرب، بين القرن السادس عشر والوسط من القرن الثامن عشر.كانت المقاطعات العثمانية في شمال أفريقيا اسمياً تحت السيادة العثمانية، ولكن في الواقع كانت معظمها مستقلة. كانت أسواق العبيد في شمال أفريقيا جزءًا من تجارة الرقيق العربية.
قام الأوروبيون بتجارة الرقيق على الساحل البربري بشكل كبير، وداخل الطرق البرية إلى السكان الأوروبيين الأصليين. تم انتقاد هذه الشعوب بشكل منهجي وتحولت إلى عبيد، حصل عليها القراصنة البربريون خلال غارات الرقيق على السفن والغارات على البلدات الساحلية من إيطاليا إلى هولندا، حتى شمال أيسلندا وفي الشواطئ الشرقية للبحر الأبيض المتوسط.
كان شرق البحر المتوسط العثماني مسرحًا للقرصنة الشديدة. في أواخر القرن الثامن عشر، ظلت القرصنة تمثل «تهديدًا ثابتًا لحركة الملاحة البحرية في بحر إيجه».
اعتمدت السفن الكبيرة في البحر الأبيض المتوسط لعدة قرون على العبيد المصنوعة من قبل تجار العبيد في شمال أفريقيا والعثمانيين.

## المدي

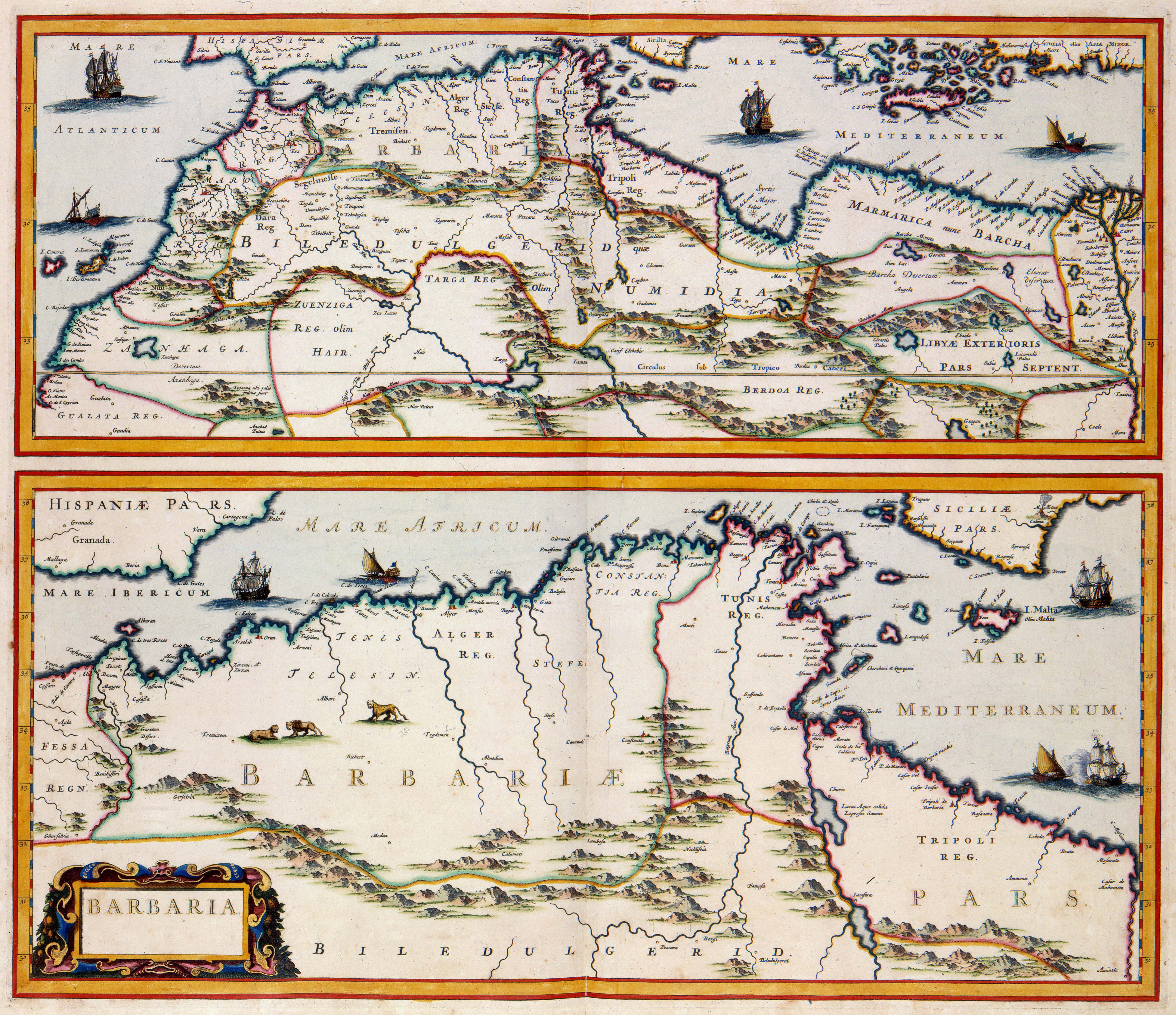
الساحل البربري وبلاد البربر وتقسيماتها الإدارية الدولة العثمانية (ايالة الجزائر، إيالة تونس، إيالة طرابلس)، والمغرب (الدولة العلوية، الدولة السعدية، الدلائيون).

يصف أستاذ جامعة ولاية أوهايو البروفيسور روبرت ديفيس تجارة الرقيق الأبيض كما التقليل من قبل معظم المؤرخين في كتابه المسيحين العبيد، السادة المسلمين: الرق الأبيض في البحر الأبيض المتوسط، ساحل البربر وإيطاليا، 1500-1800. يقدر ديفيس أن مليون إلى 1.25 مليون أوروبي أستعبدوا في شمال أفريقيا، من بداية القرن السادس عشر إلى منتصف القرن الثامن عشر، من قبل تجار العبيد من تونس العاصمة والجزائر وطرابلس وحدها (هذه الأرقام لا تشمل الشعب الأوروبي الذي استعبدهم المغرب ومغردون آخرون وتجار ساحل البحر الأبيض المتوسط)، وتم احتجاز حوالي 700 أمريكي في هذه المنطقة كرقيق بين عامي 1785 و1815. ومع ذلك، لاستقراء أرقامه، يفترض ديفيس أن عدد العبيد الأوروبيين الذين استولوا عليهم من قبل القراصنة البربريين كان ثابتًا لمدة 250 عامًا، ويقولون:
«لا توجد سجلات لعدد الرجال والنساء والأطفال الذين تم استعبادهم، ولكن من الممكن حساب عدد الأسرى الجدد الذين كان من الممكن احتواؤهم للحفاظ على استقرار السكان واستبدال هؤلاء العبيد الذين ماتوا أو هربوا، يُعتقد أن هناك حاجة إلى حوالي 8500 عبيد جدد سنويًا لتجديد الأعداد - حوالي 850,000 من الأسرى خلال القرن من عام 1580 إلى 1680. وبحلول ذلك، على مدار 250 عامًا ما بين 1530 و 1780، كان يصل إلى 1,250,000».

وقد تم تحدي أعداد ديفيس من قبل مؤرخيين آخرين للتأكد من صحتها، مثل ديفيد إيرل، الذي يحذر من أن الصورة الحقيقية للعبيد الأوروبيين مغمورة بحقيقة أن القراصنة استولوا على البيض غير المسيحيين من أوروبا الشرقية والسود من غرب أفريقيا. يحذر جون رايت، الباحث في الشرق الأوسط، من أن التقديرات الحديثة تستند إلى الحسابات الخلفية من المراقبة البشرية.

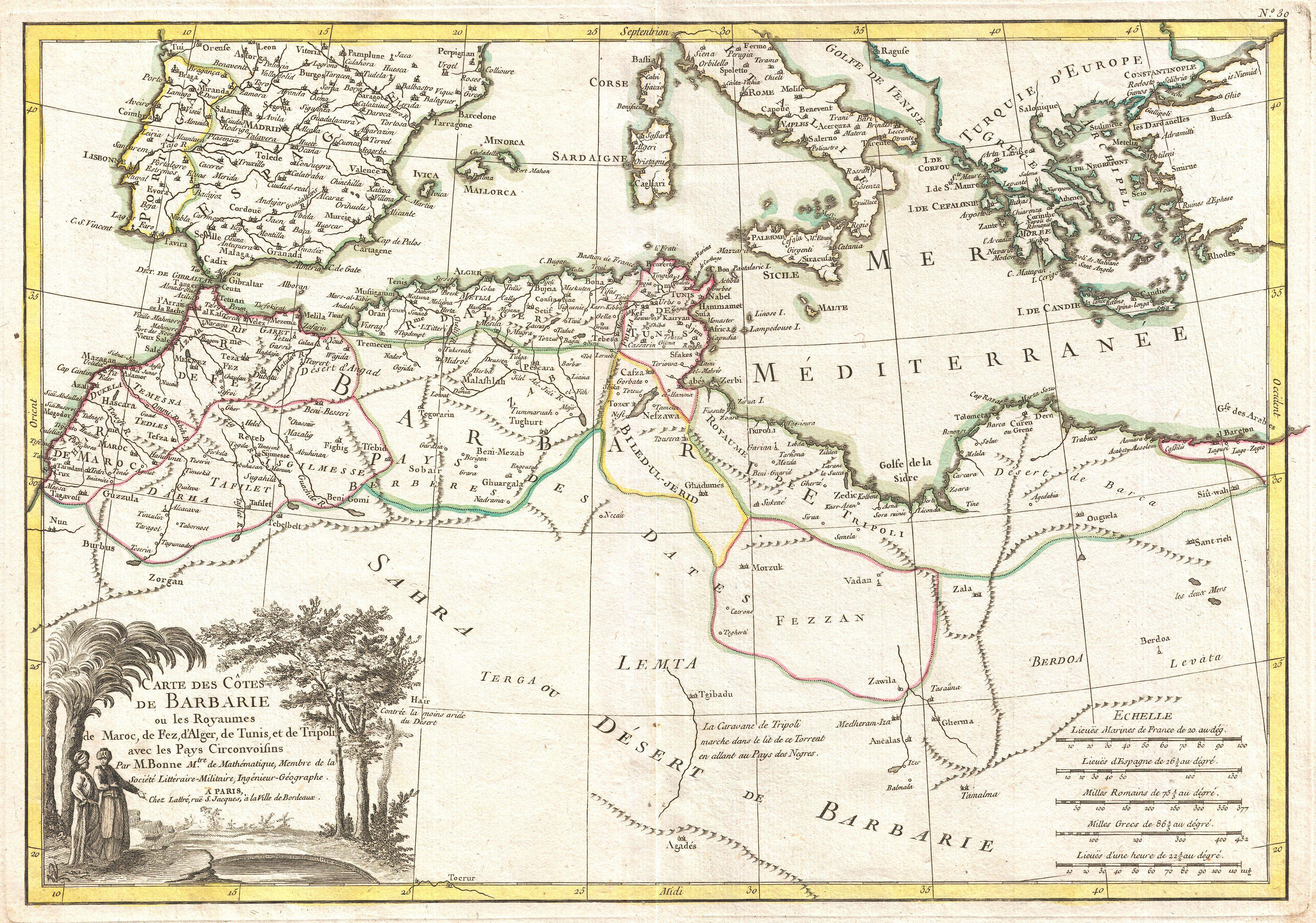
خريطة رسمت سنة 1771 لـ الساحل البربري و كل بلاد البربر

بما أنه لم يتم الاحتفاظ بأي سجلات رسمية أبداً، ولكن السلطات العثمانية أو ما قبلها، فإن الملاحظات التي تمت في أواخر القرن السادس عشر والقرن السابع عشر، قدرت أن حوالي 35000 من العبيد الأوروبيين تم احتجازهم طوال هذه الفترة على الساحل البربري، في جميع أنحاء طرابلس بتونس، ولكن معظمهم في الجزائر. وكانت الغالبية من البحارة (لا سيما أولئك الذين كانوا يتحدثون الإنجليزية)، تم أخذهم مع سفنهم، لكن آخرين كانوا صيادين وقرويين ساحليين. ومع ذلك، فإن معظم هؤلاء الأسرى كانوا من أراض قريبة من أفريقيا، وخاصة إسبانيا وإيطاليا.

من قواعد على الساحل البربري، شمال أفريقيا، غزا قراصنة البربر السفن التي تعبر البحر الأبيض المتوسط وعلى طول السواحل الشمالية والغربية لإفريقيا، ونهبوا حمولتهم واستعبدوا الناس الذين أسرهم. من 1500 على الأقل، قام القراصنة أيضا بغارات على طول المدن الساحلية من إيطاليا وإسبانيا وفرنسا وإنجلترا وهولندا وبعيدا عن أيسلندا، واستولت على الرجال والنساء والأطفال. في بعض الحالات، تم التخلي عن المستوطنات مثل بالتيمور، أيرلندا بعد الغارة، إلا أنها أُعيد توطينها بعد عدة سنوات. بين عامي 1609 و1616، كانت إنجلترا وحدها قد فقدت 466 سفينة تجارية إلى قراصنة بربريين.

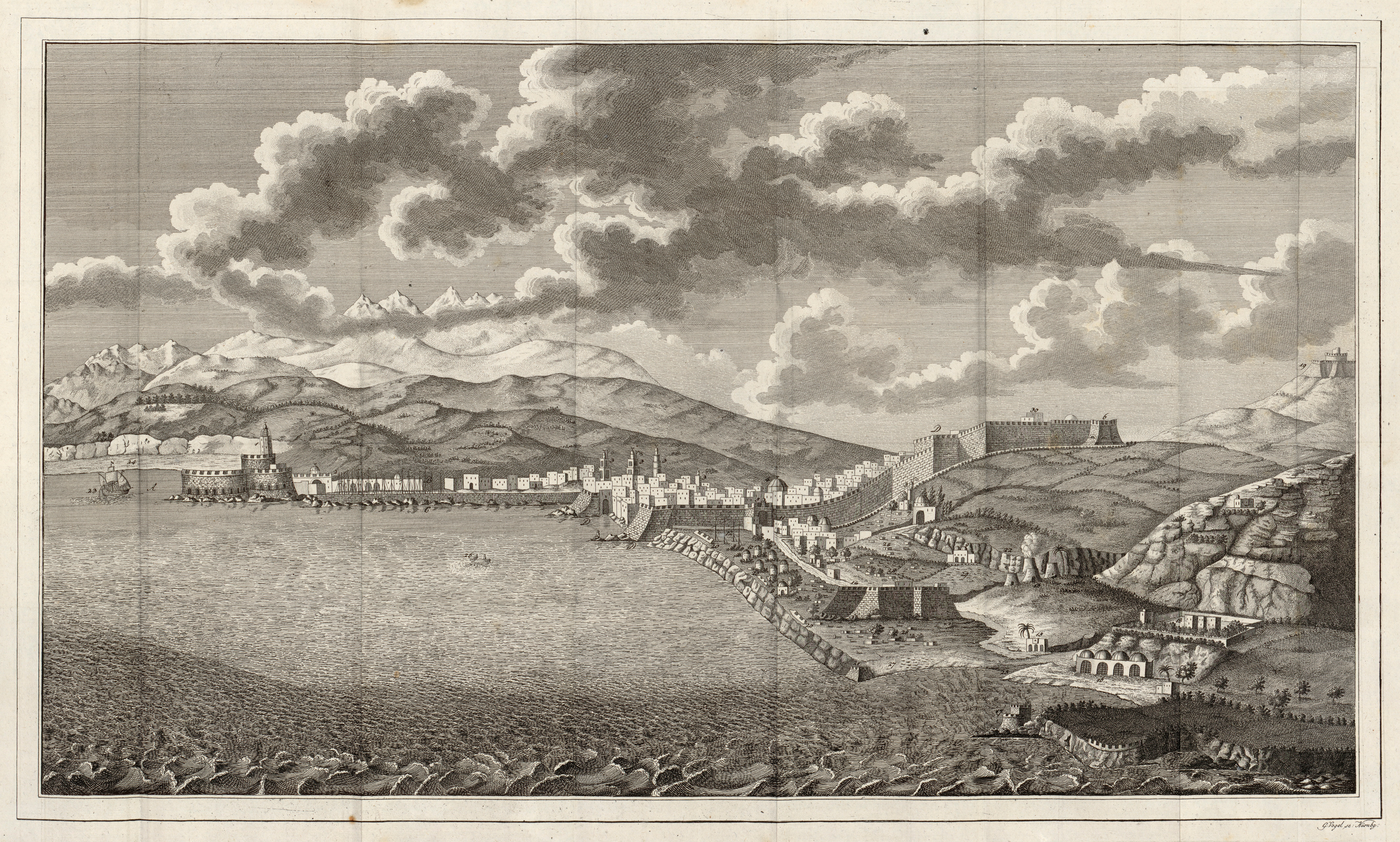
الجزائر العاصمة سنة 1798-1800م

وبينما نهب السارقون البربريون السفن التي استولوا عليها، كان هدفهم الأساسي هو القبض على أشخاص غير مسلمين للبيع كعبيد أو للحصول على فدية. أما أولئك الذين لديهم أسرة أو أصدقاء قد يفدونهم فقد كانوا أسرى، وكان أشهرهم الكاتب ميغيل دي سرفانتس، الذي أُحتُجز لمدة تقرب من خمس سنوات، بينما تم بيع الآخرين في أنواع مختلفة من العبودية. تم إطلاق سراح الأسرى الذين اعتنقوا الإسلام بشكل عام، حيث كان استعباد المسلمين محظوراً؛ لكن هذا يعني أنهم لن يعودوا أبداً إلى بلدانهم الأصلية.
تشير إحصائيات الجمارك في القرنين السادس عشر والسابع عشر إلى أن استيراد العبيد الإضافي من إسطنبول من البحر الأسود ربما بلغ حوالي 2.5 مليون من 1450 إلى 1700. تراجعت الأسواق بعد خسارة الحروب البربرية وانتهت أخيراً في القرن التاسع عشر، بعد حملة بحرية أمريكية تحت قيادة العميد إدوارد بريبلي في الزوارق والتحصينات في طرابلس عام 1804 وبعد ذلك عندما أدت بعثة دبلوماسية بريطانية إلى بعض الأوامر المشوشة ومذبحة. قامت السفن البريطانية والهولندية بتوجيه ضربة قاضية لمدة تسع ساعات إلى الجزائر العاصمة مما أدى إلى قبول الشروط. انتهى مع الفتح الفرنسي للجزائر (1830-1847). وكانت المملكة المغربية قد قمعت القرصنة بالفعل واعترفت بالولايات المتحدة كدولة مستقلة عام 1776.

## تاريخ

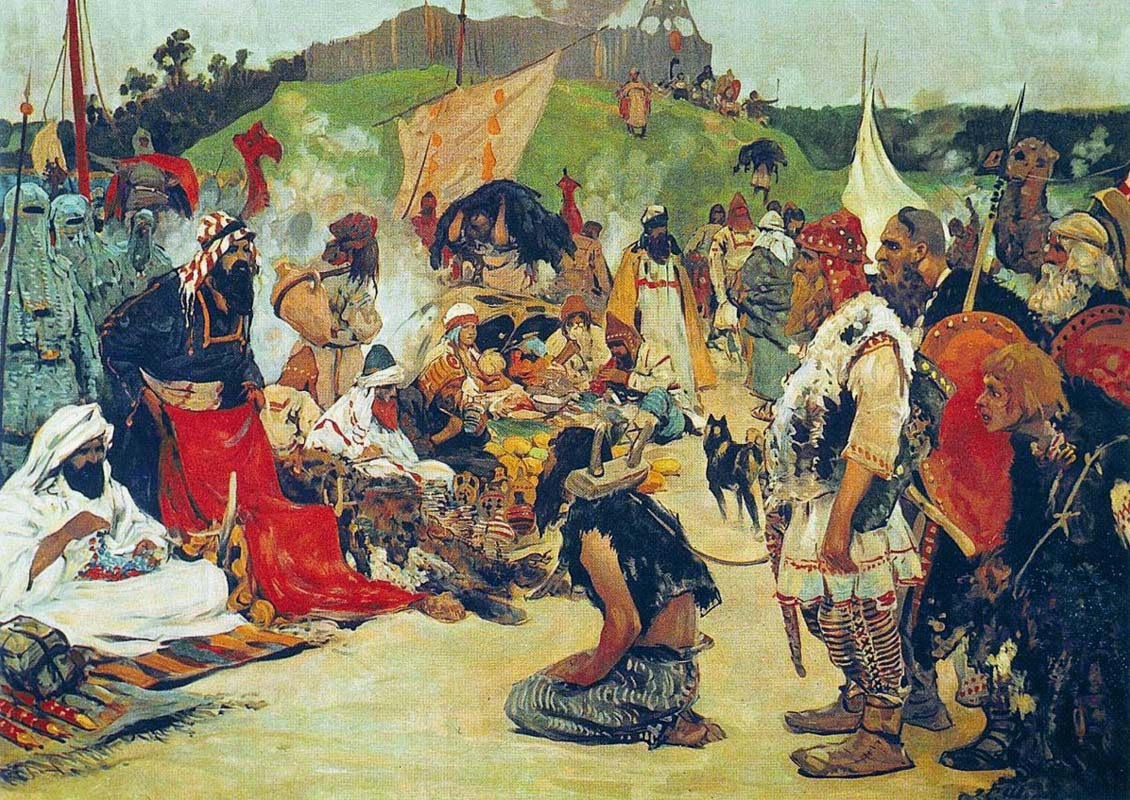
قراصنة أمام حكام الجزائر في العاصمة الجزائرية

كانت تجارة الرقيق موجودة في شمال أفريقيا منذ العصور القديمة، مع وصول إمدادات من العبيد الأفارقة عبر طرق التجارة عبر الصحراء. تم تسجيل المدن على ساحل شمال أفريقيا في العصر الروماني لأسواق العبيد، واستمر هذا الاتجاه في عصر القرون الوسطى. ازداد تأثير الساحل البربري في القرن الخامس عشر، عندما تولت الإمبراطورية العثمانية حكامًا للمنطقة. إلى جانب ذلك، كان هناك تدفق لليهود السفارديين واللاجئين المغاربة، الذين طُردوا حديثًا من إسبانيا بعد إعادة الإستعمار.
وبفضل الحماية العثمانية ومجموعة من المهاجرين المعوزين، أصبح الشريط الساحلي معروفاً بالقرصنة. وكانت أطقم السفن المصادرة إما مستعبدة أو فدية. بين 1580 و1680، كان هناك في البربري حوالي 15000 من المرتدين، من الأوربيين المسيحيين الذين اعتنقوا الإسلام، وكان نصف قباطنة القراصنة في الحقيقة متمردين. وكان بعضهم من العبيد الذين اعتنقوا الإسلام، لكن ربما لم يكن معظمهم عبيدًا وقد جاءوا إلى شمال إفريقيا بحثًا عن فرصة.

### زيادة القراصنة البربر

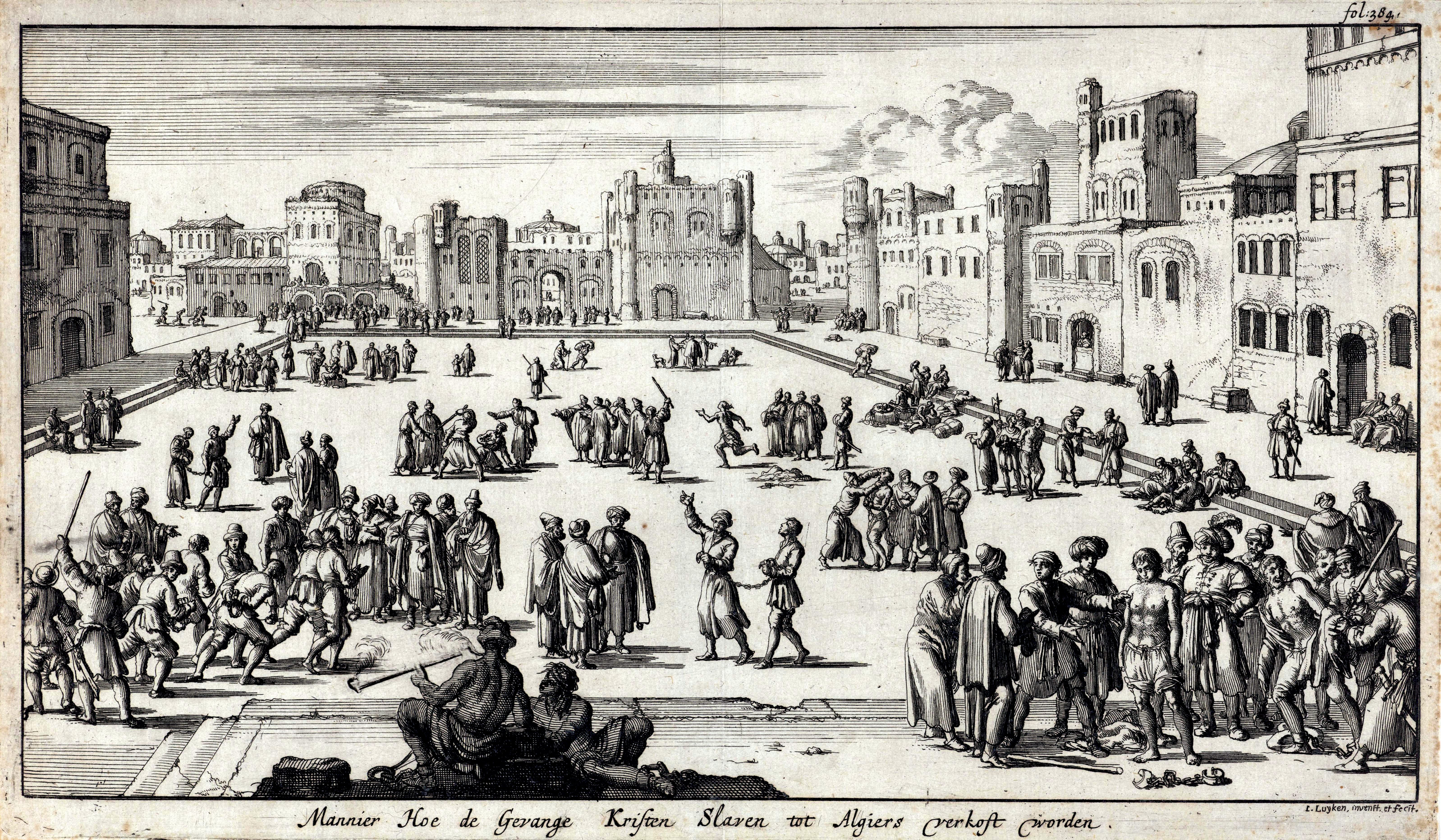
نحت هولندي قديم، عنوان اللوحة الأصلي:الطريقة التي كان يُباع بها السجناء المسيحيون كعبيد في سوق الجزائر العاصمة 1684

بعد قيام تمرد في منتصف القرن السابع عشر، قلل الباسط الحاكم العثماني قليلاً من الرؤوس في المنطقة، وأصبحت مدن طرابلس والجزائر وتونس وغيرها مستقلة في كل شيء ما عدا الاسم. وبدون وجود سلطة مركزية كبيرة وقوانين، بدأ القراصنة يكتسبون نفوذاً كبيراً.

في عام 1785، عندما ذهب توماس جفرسون وجون آدمز إلى لندن للتفاوض مع مبعوث طرابلس، السفير سيدي حاجي عبد الرحمن، سألوه عن الحق في أخذ العبيد بهذه الطريقة. فأجاب بأن «الحق» كان «يقوم على قوانين النبي، الذي كان مكتوب في القرآن على أن جميع الدول التي لا ينبغي أن الإجابة على سلطتهم كانوا خطاة، وأنه كان على حق واجب على شن الحرب عليهم أينما يمكن العثور عليهم، وجعل العبيد من كل ما يمكن أن يأخذوه كسجناء، وأن كل مسلم يُقتل في المعركة كان من المؤكد أن يذهب إلى الجنة».

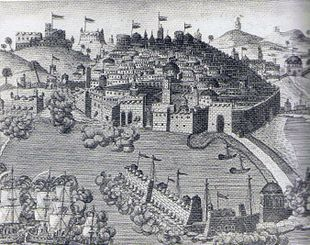
قصف العاصمة الجزائرية عام 1682، من قبل أبراهام دوكوسني.

وقعت غارات القراصنة للحصول على العبيد في البلدات والقرى على ساحل المحيط الأطلسي الأفريقي، وكذلك في أوروبا. تقارير الغارات البربرية وعمليات خطف هؤلاء في إيطاليا وإسبانيا وفرنسا والبرتغال وإنجلترا وهولندا وأيرلندا واسكتلندا، وإلى أقصى الشمال آيسلندا موجودة بين القرنين السادس عشر والتاسع عشر في تونس والجزائر العاصمة وطرابلس. وتشير التقديرات إلى أن ما بين مليون و 1.25 مليون أوروبي تم القبض عليهم من قبل القراصنة وبيعها كعبيد خلال هذه الفترة الزمنية. لم يتم تضمين تجارة الرقيق في الأوروبيين في أجزاء أخرى من البحر الأبيض المتوسط في هذا التقدير.
وتشمل الحسابات الشهيرة من غارات الرقيق البربرية الذكر في اليوميات صموئيل بيبيس وغارة على قرية ساحلية في بالتيمور، أيرلندا، خلالها القراصنة مع ترك الشعب كله من المستوطنة. قاد الهجوم قائد الفريق الهولندي يان جانزون فان هارلم، المعروف أيضا باسم مراد رايس الأصغر. قاد جانسزوم أيضا الغارة 1627 على ايسلندا. كانت مثل هذه الغارات في البحر المتوسط متكررة ومدمرة لدرجة أن الخط الساحلي بين البندقية إلى مالاغا عانى من التشرد على نطاق واسع، وتم تثبيط الاستيطان هناك. في الواقع، قيل إن هذا يرجع إلى حد كبير إلى أنه «لم يعد هناك من تبقي ليأسرهم بعد».
كانت قوة ونفوذ هؤلاء القراصنة خلال هذا الوقت دفع مثل هذه الدول بما في ذلك الولايات المتحدة الأمريكية التي أشاد من أجل منع هجماتهم. يبدو أن الإمدادات من البحر الأسود كانت أكبر. ويشير تجميع للإحصاءات الجزئية والتقديرات غير الدقيقة إلى أنه تم الاستيلاء على أقل من 2 مليون روسي وأوكراني من 1468 إلى 1694. بالإضافة إلى ذلك، كان هناك عبيد من القوقاز تم الحصول عليهم بمزيج من الإغارة والتجارة. تشير إحصائيات الجمارك في القرنين السادس عشر والسابع عشر إلى أن استيراد العبيد في إسطنبول من البحر الأسود ربما بلغ حوالي 2.5 مليون من 1450 إلى 1700.

### تراجع القراصنة البربر

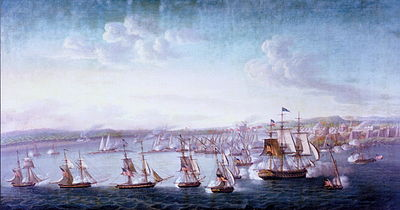
حملة بحرية أمريكية تحت إشراف العميد البحري إدوارد بريفلي في عملية اقتحام الزوارق الحربية والتحصينات في طرابلس، 1804.

في السنوات الأولى من القرن التاسع عشر، قاتلت الولايات المتحدة وبعض الدول الأوروبية وفازت في حرب البربر الأولى والحرب البربرية الثانية ضد القراصنة. كانت الحروب البربرية استجابة مباشرة من قبل المملكة المتحدة وفرنسا وهولندا للغارات وتجارة العبيد الأبيض من قبل القراصنة البربريين، والتي انتهت في عام 1830 عندما غزت فرنسا المنطقة. تراجعت تجارة الرقيق الأبيض والأسواق في البحر الأبيض المتوسط واختفت في نهاية المطاف بعد الاستعمار الأوروبي.
بعد الغارة الأنجلو-هولندية عام 1816 على الجزائر، عرجت معظم أسطول القراصنة، اضطر داي الجزائر للموافقة على الشروط التي شملت التوقف عن ممارسة استعباد المسيحيين، على الرغم من أن تجارة الرقيق في غير الأوروبيين يمكن أن تستمر. بعد خسارتها في هذه الفترة من الأعمال العدائية الرسمية مع القوى الأوروبية والأمريكية، انحدرت دول البربر.
لم يتوقف القراصنة البربريون عن عملياتهم، ووقعت غارة بريطانية أخرى على الجزائر في عام 1824. غزت فرنسا الجزائر عام 1830، ووضعتها تحت الحكم الاستعماري. كما تم غزو تونس من قبل فرنسا في عام 1881. عادت طرابلس إلى السيطرة العثمانية المباشرة في عام 1835، قبل الوقوع في أيدي إيطالية في الحرب الإيطالية التركية عام 1911. على هذا النحو، وجد تجار الرقيق الآن أنهم اضطروا إلى العمل وفقًا لقوانين حكامهم، ولم يعد بإمكانهم النظر إلى التنظيم الذاتي. توقفت تجارة الرقيق على الساحل البربري في القرنين التاسع عشر والعشرين أو عندما أصدرت الحكومات الأوروبية قوانين تمنح التحرر للعبيد.
تم استعارة كلمة إغارة عبر الإيطالية والفرنسية من الغزائية العربية الجزائرية (غزية "raiding")، في الأصل تشير إلى غارات العبيد التي قام بها القراصنة البربر.

## معرض صور

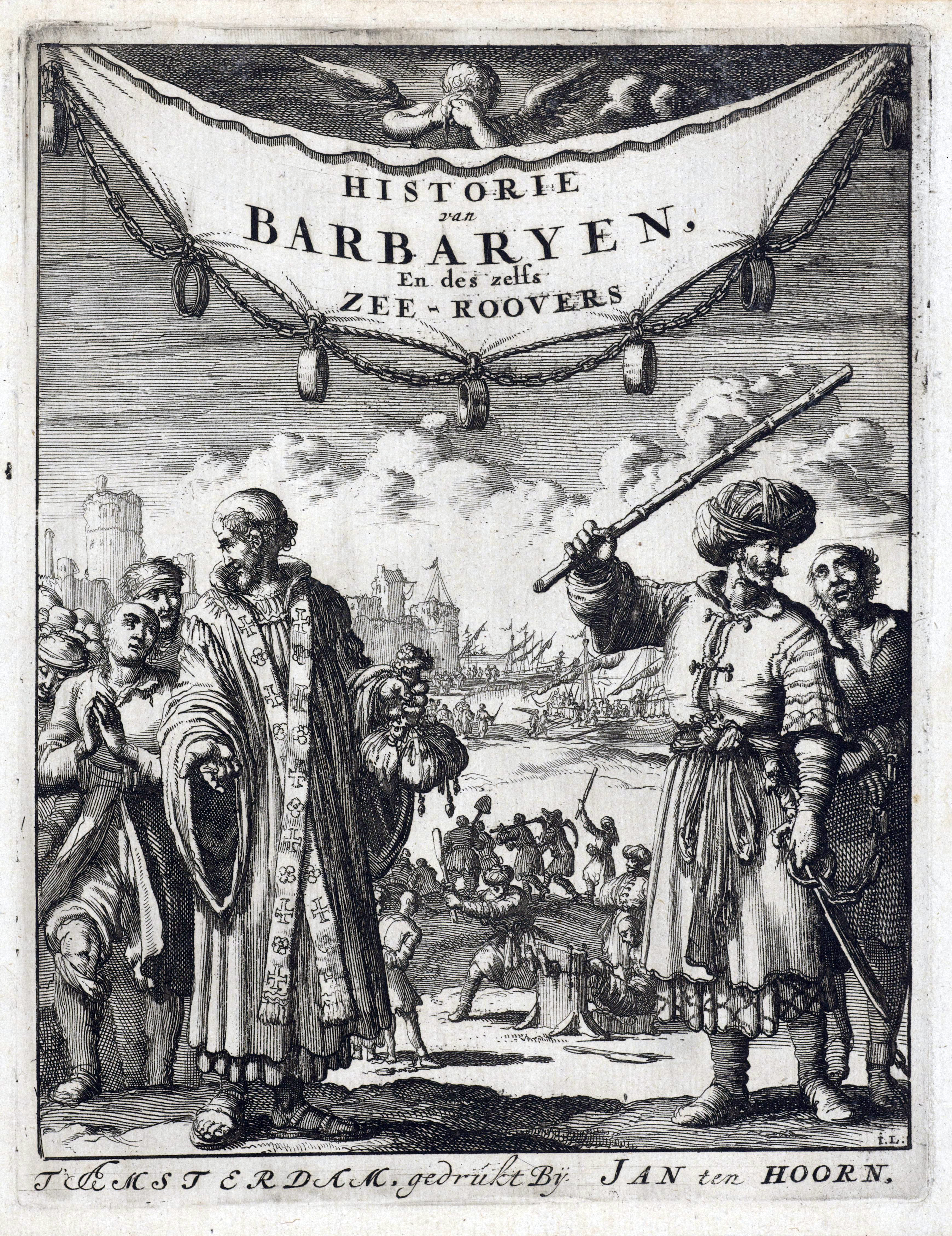
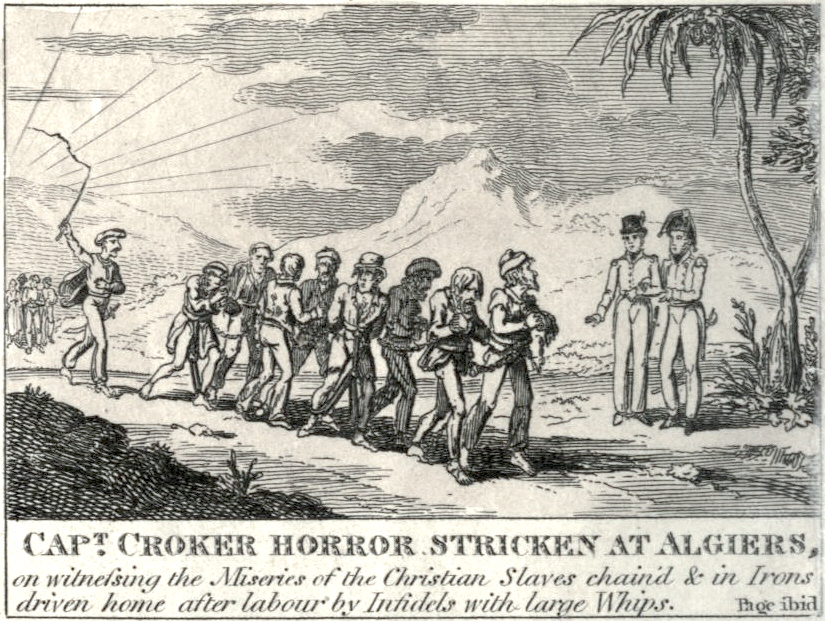
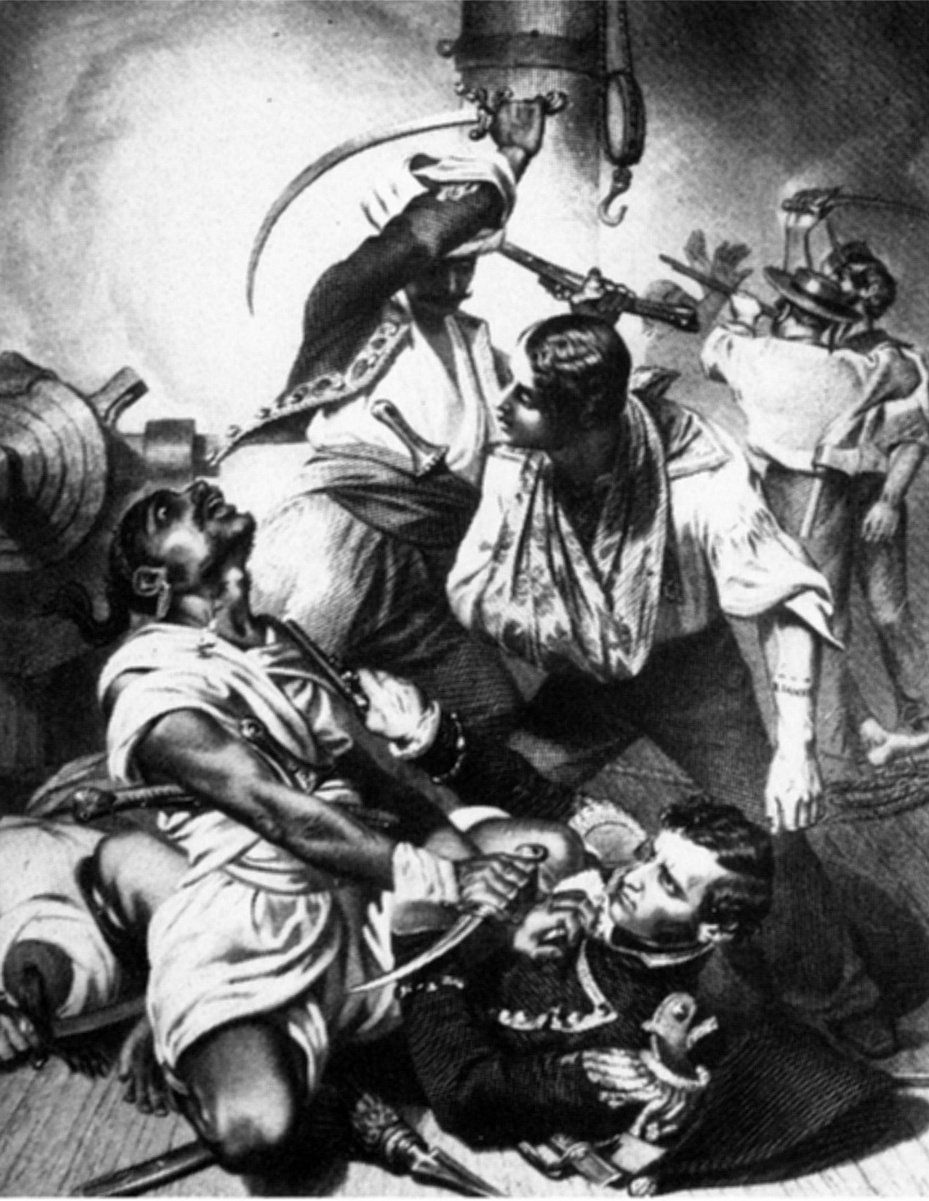
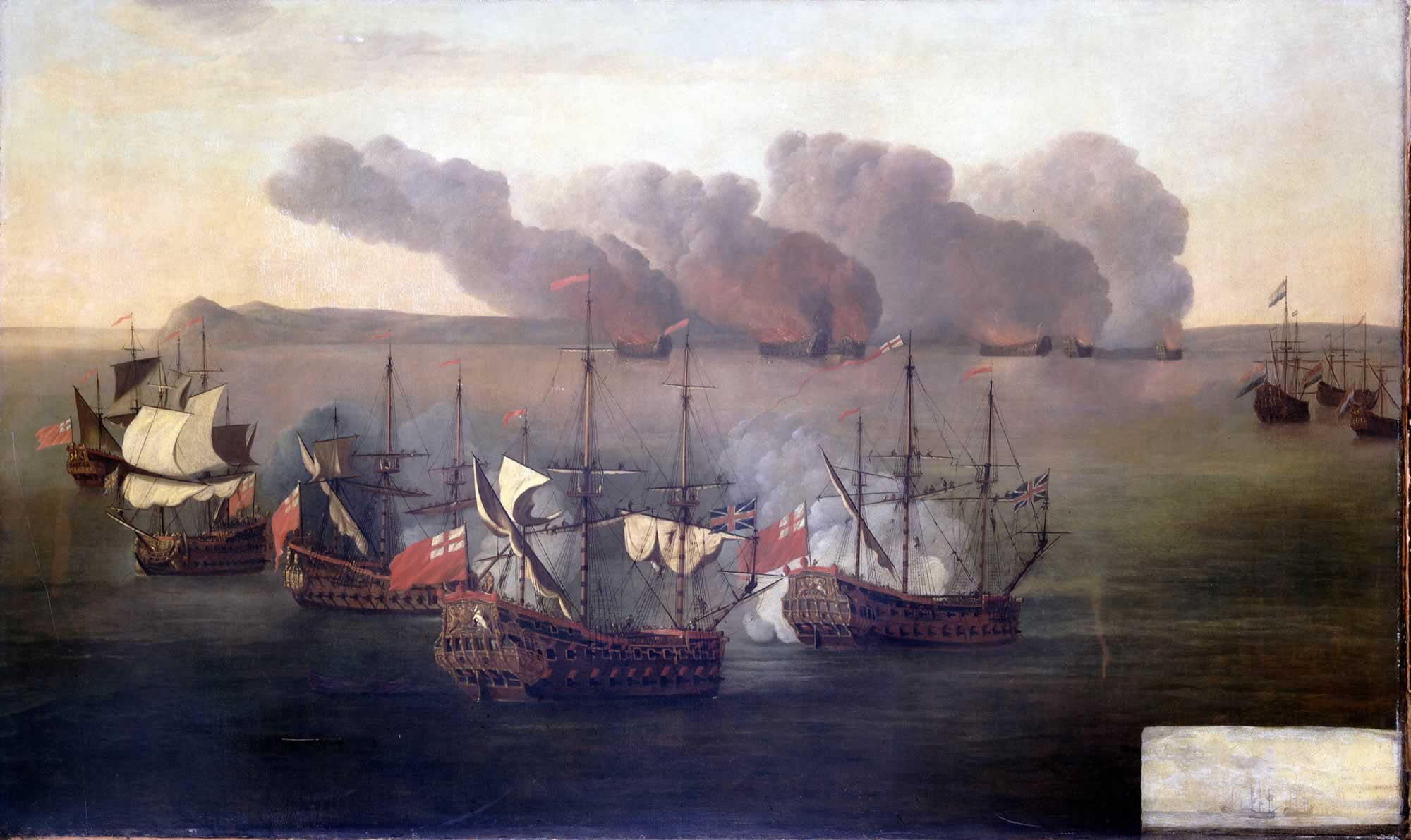
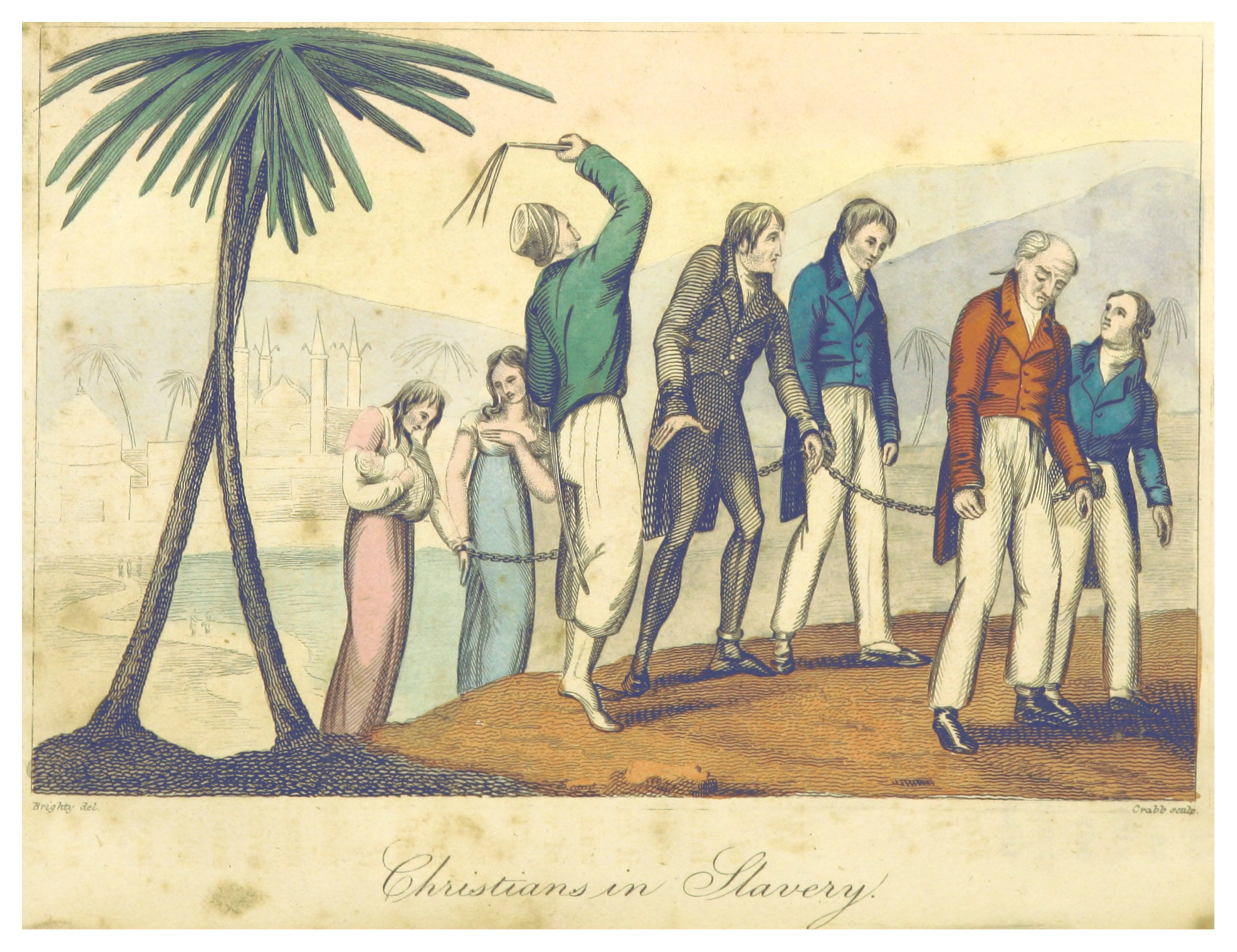

### مقالات ذات صلة
- الساحل البربري
- تجارة العبيد الأفارقة
- الحرب البربرية الأولى
- حرب البربر الثانية

### وصلات خارجية
- أسواق العبيد في الجزائر